# جوزيبي فارينا
جوزيبي فارينا (بالإيطالية: Nino Farina)‏ (مواليد 30 أكتوبر 1906 - الوفاة 30 يونيو 1966) هو سائق فورملا 1 إيطالي سابق كان قد بدأ مسيرته الاحترافية عام 1950. حائز على بطولة العالم للفورملا 1. كان أول سباق له هو سباق الجائزة الكبرى ال1950، حقق أول فوز له في سباق الجائزة الكبرى ال1950. خاض خلال مسيرته 34 سباقاً.

## روابط خارجية
- جوزيبي فارينا على موقع IMDb (الإنجليزية)
- جوزيبي فارينا على موقع الموسوعة البريطانية (الإنجليزية)
- جوزيبي فارينا على موقع Racing-Reference.info (الإنجليزية)
- جوزيبي فارينا على موقع DriverDB.com (الإنجليزية)
- جوزيبي فارينا على موقع eWRC-results.com (الإنجليزية)